# Xã Albion, Michigan
Xã Albion (tiếng Anh: Albion Township) là một xã thuộc quận Calhoun, tiểu bang Michigan, Hoa Kỳ. Năm 2010, dân số của xã này là 1.123 người.